# Métro de Casablanca
Le métro de Casablanca est un projet de système de transport en commun à Casablanca, au Maroc.    
Évoqué depuis plus de 40 ans comme la seule solution aux problèmes de transport et de pollution grave de la capitale économique, il n'y a jamais eu de volonté politique de le mettre en œuvre, contrairement à d'autres projets. En septembre 2014, un discours royal dénonce la situation de Casablanca comme « grave ».     
Un think tank est nommé afin de travailler sur un plan de développement de la ville. Ses membres auraient supprimé l'idée de métro du rapport, n'osant pas insister devant les sérieuses hésitations du wali et du ministère de l'Intérieur.    
La fin de l'idée d'un métro aérien est finalement annoncée aux Casablancais en juillet 2014 par Mohamed Sajid.    
En attendant de futurs développements, les autorités de la ville préfèrent développer un réseau de tramway, mis en service en décembre 2012 et dont les autres lignes sont en construction.

## Historique du projet

### Historique
Casablanca et ses 5 millions d'habitants sont confrontés depuis de nombreuses années aux problèmes liés aux transports urbains. L'idée d'un métro débute au début des années 1970. Ce projet est régulièrement présenté comme la solution qui permettra de
résoudre les problèmes de circulation de la ville, mais il tarde à voir le jour.
Dans les années 1980 et 1990, des études de faisabilités impliquant des entreprises étrangères sont nombreuses, celle réalisée par des Japonais au début des années 1980 sert de bases aux projets des consortiums étrangers où l'on note la présence d'entreprises comme Bouygues ou Bombardier. 
En 1998, le quotidien L'Économiste relate ces projets dans un article évocateur : « Le métro fantôme de Casablanca ».

### Les années 2000
Le 25 avril 2001, alors qu'aucune étude n'a abouti, la Communauté urbaine de Casablanca (CUC) communique sur ce qu'elle appelle des « études préliminaires » qui n'auraient rien coûté à la collectivité, les dépenses imputables à la CUC et à l'État ne devant intervenir qu'après le choix fait par les élus. 
Les études ont montré qu'il n'y a pas d'obstacles techniques, il faut choisir entre les choix proposés par les entreprises et consortiums, mais les études ne sont pas assez précises pour pouvoir lancer un appel d'offres et l'approfondissement du projet choisi sera à la charge du CUC. 
C'est en février 2004 qu'intervient l'accord de principe de la ville pour un projet de transports en commun en site propre.  Aucun de ces projets n'ayant abouti, le Plan de Déplacement Urbain, présenté le 11 septembre 2006, constate que le problème de la mobilité des habitants et celui de la circulation sont des éléments limitant les possibilités de développement.
Appelé « Casa 2010 », le PDU projet couvre les besoins de la ville en diversifiant les types de transport ferroviaire : une ligne de métro de 15,5 km dont 10,3 km en souterrain, quatre lignes de tramway de 76 km et une ligne de type réseau express régional (RER) de 63 km. L'ensemble est prévu pour être opérationnel d'ici 2030. Le bouclage financier n'est pas réalisé et seules deux lignes de tramway (35 km) sont une priorité.
Fin 2007, Mohamed Sajid, président de la commune urbaine de Casablanca, précise le projet global qui représente 160 kilomètres de voies ferrées (tramway, RER et métro) pour 4,4 milliards d'euros.
La priorité est le tramway, dont la ligne 1 doit être mise en service fin 2012. 
Pour la ligne de métro, qui est annoncée longue de 21 km avec 20 stations afin de desservir les quartiers denses du sud et le centre ville, le bouclage des études est prévu en 2009,.
Le projet global prévoit la construction d'une ligne souterraine pour des trains de grand gabarit, de type RER, desservant la ville sur 7 stations entre la gare de Casa-Port et la future gare de Casa-Sud, prévue entre les gares d'Ennassim et des Facultés, et se prolongeant, au-delà, jusqu'à la gare de Mohammédia à l'est et l'Aéroport Mohammed V au sud. La correspondance entre les deux lignes se situera à la station Zerktouni, située à l'intersection des boulevards Zerktouni et Roudani.

#### Liste des stations
Le Schéma de Déplacement Urbain de Casablanca présentait dans les années 2000 un tracé final de la ligne, comportant 17 stations, permettant des correspondances avec chacune des 4 lignes de tramway prévues.

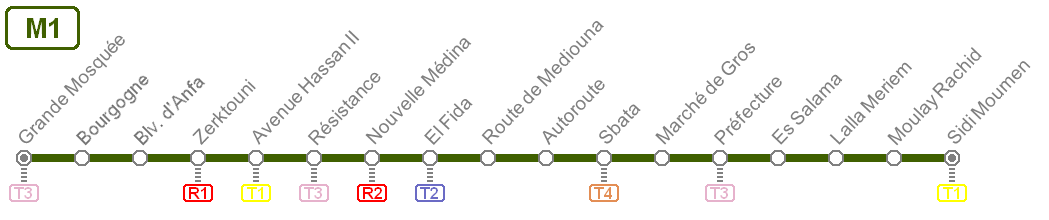
Plan de la Ligne 1

#### Du projet souterrain au projet aérien
Finalement aucun bouclage financier n'a été concrétisé pour un métro souterrain.
En septembre 2013, le maire se prononce pour un projet de métro aérien de 15 kilomètres. Son coût est estimé à environ huit milliards de dirhams et sa mise en service était prévue à l'horizon 2018.
En décembre 2013, Thierry de Margerie président de Alstom Maroc, filiale de l'entreprise française Alstom, annonce vouloir obtenir le contrat.
Les études topographiques et géotechniques en voie d'achèvement ont été réalisées par les cabinets Etafat et le laboratoire LPEE. Les études  d’avant-projet en cours ont été confiées à la filiale RATP-SNCF Systra et au CID, un cabinet marocain. L'étude d’impact environnemental et social du projet de métro de a été confiée par Casa Transport à la société de conseil franco-germano-marocaine Phénixa.
En février 2014, le président du conseil de la ville Mohamed Sajid annonce que les études techniques ont été finalisées et que les travaux devraient commencer en 2014 .
En juillet 2014, le conseil de la ville abandonne ce projet par manque de financement ,, priorisant les quatre lignes de tramway. La ville de Casablanca n’a pu en effet recueillir que 5 milliards de dirhams auprès de l’État, de ses partenaires et de bailleurs de fonds au lieu des 8 milliards nécessaires.
En décembre 2017, le ministre de l'industrie Moulay Hafid Elalamy annonce avoir demandé à l'entreprise chinoise BYD une proposition pour un monorail de 15 km. L'annonce semble avoir été mal préparée. 
En janvier 2019, le projet d'un métro aérien, en technologie monorail, refait surface dans le cadre de l'élaboration d'un nouveau Plan de Déplacement Urbain.
En octobre 2023, la question de ce projet est relancée afin de constituer un moyen de transport innovant et de qualité qui constituent l'un des défis de la Coupe du monde 2030  .